# 放线孢属
放线孢属（学名：Actinonema）为子囊菌门的一个属。其纲、目和科的地位未定。

## 下属物种
本属包括以下物种：
- 蔷薇放线孢 Actinonema rosae (Lib.) Fr. 1849